# Vicent Macip Comes

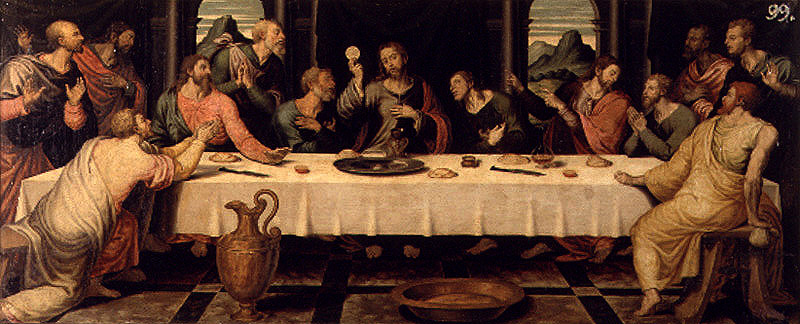
Última Cena, de Vicent Macip Comes. Oli sobre taula, 35 x 86 cm, Museu de Belles Arts de València.

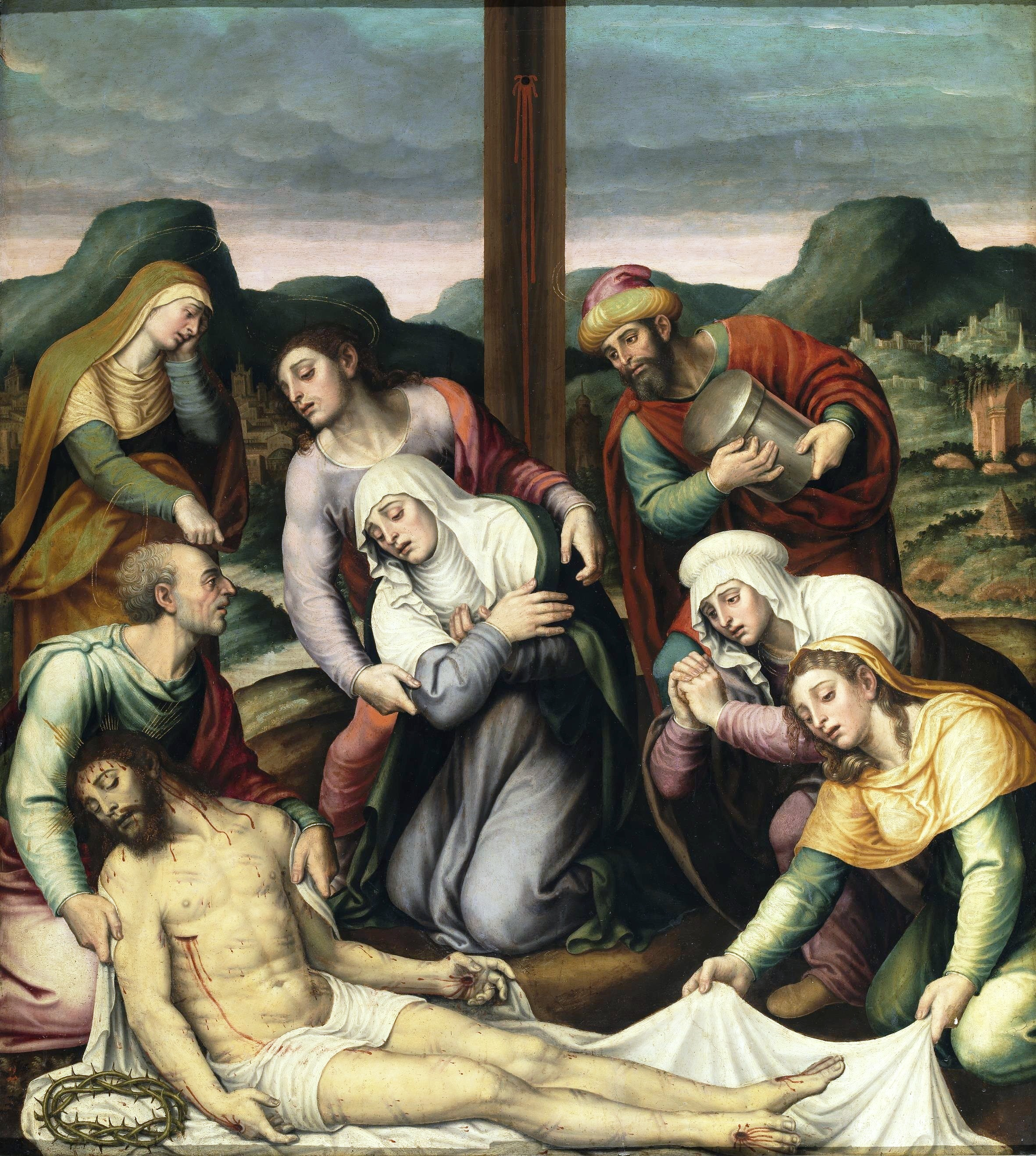
El Descendiment, de Vicent Macip Comes. Segle XVI. (Museu del Prado, Madrid).

Vicent Macip Comes, també anomenat Vicent Joanes (la Font de la Figuera, ca. 1555 - post 1623) fou un pintor renaixentista valencià, fill i seguidor mimètic de Joan de Joanes, l'estil del qual prolonga fins a les primeries del segle xvii sense parar atenció als nous corrents naturalistes, i net del també pintor Vicent Macip (1475-1545).
Degué nàixer quan son pare es traslladà a la Font de la Figuera per a pintar el retaule major. Essent encara menor d'edat, al juliol de 1578, anà a Bocairent a contractar en nom de son pare el retaule major de l'església parroquial per 3.000 lliures. Als pocs mesos, sense haver-lo conclòs, morí Joan de Joanes, deixant hereus la muller, Jerònima Comes, i els tres fills: Vicent, Dorotea i Margarida, que assumiren el compromís d'acabar el retaule segons els models proporcionats pel pare, raó per la qual la família romangué a Bocairent fins al 1583, encara que els pagaments a Vicent Macip, fixats en 850 lliures d'acord amb la taxació de Miquel Joan Porta i Nicolau Borràs, s'allargaren fins al 1594.
Vicent continuà també l'episcopologi de la catedral de València iniciat per son pare, i li van correspondre els retrats de Martín Pérez de Ayala, Fernando de Loaces i el patriarca Joan de Ribera, aquest darrer retocat per Joan de Sarinyena. Vivia encara el 1623, malalt, incapacitat i acollit pel seu gendre.
Se li atribueix també una petita Santa Cena en el Museu de Belles Arts de València, composta conforme al model de l'Última Cena de Joan de Joanes del Museu del Prado, però d'execució maldestra i amb acusada dolicocefàlia en algunes figures, cosa que impedí que en el passat fos molt preada. Procedent de la predel·la d'un retaule desaparegut, dedicat a sant Pere, que hi havia en l'església dels carmelites calçats de València, dels seus autors deia Marc Antoni Orellana que corria la veu que els laterals del dit altar eren de la mà de les filles de Joanes, que en tenia de pintores. També pareix al·ludir a la condició de pintors de Vicent, Margarida i Dorotea Joanes el capità Cristóbal de Virués en un sonet que dedicà a la mort de Joan de Joanes.